# 林鼠亚科
林鼠亚科（学名：Neotominae）是啮齿目仓鼠科的一个亚科，分布于美洲，林鼠亞科是倉鼠科的一個亞科。它們由 4 個部落、16 個屬和許多新大陸鼠類組成，主要分佈在北美。其中有著名的鹿鼠、白足鼠、袋鼠和蚱蜢鼠，種類很多。
- 侏鼠族(Baniomyini）
  - 侏鼠属（Baiomys）
  - 褐鼷鼠属（Scotinomys）
- 林鼠族（Neotomini）
  - 林鼠属（Neotoma）
  - 白眉林鼠属（Xenomys）
  - 艾氏林鼠属（Hodomys）
  - 纳氏林鼠属（Nelsonia）
- 赭鼠族（Ochrotomyini）
  - 赭鼠属（Ochrotomys）
- 美洲禾鼠族（Reithrodontomyini）
  - 白足鼠属（Peromyscus）
  - 美洲禾鼠属（Reithrodontomys）
  - 沙居食蝗鼠属（Onychomys）
  - 火山鼠属（Neotomodon）
  - 佛罗里达白足鼠属（Podomys）
  - 巴拿马鹿鼠属（Isthmomys）
  - 墨西哥巨齿鼠属（Megadontomys）
  - 鹿鼠属（Habromys）
  - 奥氏鼠属（Osgoodomys）